# مشروع داتار
داتار مشروع كندي عسكري سري، DATAR هو اختصار لجملة "Digital Automated Tracking and Resolving"
والذي يعني التعقب والحل الرقمي الآلي.
بدات البحرية الكندية بالعمل على هذا المشروع عام 1949م
ويقوم نظام داتار بمشاركة البيانات بين السفن وتزويد القادة بملخصات التقارير
وكان يستخدم لإعطاء الأوامر له المؤشر (كرية التعقب) وزر الإدخال (الزناد)تم الانتهاء من المشروع واختبارة عام 1953م، وبلغت كلفة المشروع ما يقارب 1.9 مليون دولار كندي أي ما يقارب الـ 15 مليون دولار كندي في عام 2000م.